# Democratisch-Liberale Partij (Roemenië)
De Democratisch-Liberale Partij (Roemeens: Partidul Democrat Liberal, PDL), was een Roemeense politieke partij ontstaan uit een fusie van de Democratische Partij en de Liberaal-Democratische Partij in 2007. De partij maakte deel uit van Alliantie van Recht en Waarheid (DA) tot 2007. In 2014 fuseerde de partij met de PNL en hield op te bestaan.

## Geschiedenis
De Democratische Partij komt voort uit het in december 1989 gevormde Front voor Nationale Redding (FSN). Het FSN nam na de val van Nicolae Ceaușescu de macht over in Roemenië. Het FSN bestond voornamelijk uit oud-communisten zoals Ion Iliescu en Petre Roman. In 1992 scheidde een vleugel zich van het FSN af en vormde het Democratisch Front voor Nationale Redding (FDSN), dat later met de Coöperatieve Partij en de Republikeinse Partij fuseerde tot de Partij van Sociaaldemocratie in Roemenië. In 1992 verloor het FSN de verkiezingen (de partij ging van 263 naar 43 zetels) en op 28 mei 1993 werd de partijnaam gewijzigd in Democratische Partij (PD).
De PD kwam onder leiding te staan van Petre Roman. Voor de verkiezingen van 1996 ging de PD een alliantie aan met de Roemeense Sociaaldemocratische Partij (PSDR) (onder de naam Sociaaldemocratische Unie, USD). Deze alliantie werd derde bij de verkiezingen en nam vervolgens deel aan het kabinet onder Victor Ciorbea. De USD viel later uiteen en van 1998 tot 2000 maakte de PD als zelfstandige partij deel uit van de kabinetten Radu Vasile, Alexandru Athanasiu en Mugur Isărescu. Bij de parlementsverkiezingen van 2000 ging de PD achteruit, van 53 zetels in de Kamer van Afgevaardigden naar 31 zetels. De partij belandde in de oppositie.
Bij de parlementsverkiezingen van 28 november 2004 behaalde de Alliantie van Recht en Waarheid (DA), een alliantie van de PD en de Nationaal-Liberale Partij (NPL), een verkiezingsoverwinning. De PD ging van 31 naar 48 zetels in de Kamer van Afgevaardigden. In totaal behaalde de alliantie 112 zetels in de Kamer. In de Senaat verkreeg de alliantie 49 zetels. De alliantie Nationale Unie PSD + PUR behaalde echter meer zetels (132 in de Kamer, 57 in de Senaat), maar slaagde er niet in een regering te vormen. De Humanistische Partij van Roemenië (PUR) stapte uit de Nationale Unie en sloot een akkoord met de DA, waarop er coalitieonderhandelingen werden gestart. Op 29 december 2004 was er een regering gevormd onder Călin Popescu-Tăriceanu, bestaande uit de DA, PUR en de Democratische Unie van Hongaren in Roemenië (UDMR) die diezelfde dag het vertrouwen kreeg van het parlement. Na het uiteenvallen van deze coalitie verlieten enkele leden van de NPL deze en richtten hun eigen partij op, de Liberaal-Democratische Partij (Roemenië) (PLD). Nadat deze tijdens de gemeenteraadsverkiezingen 8% van de stemmen haalde, besloten de PLD en de DP in 2007 samen verder te gaan als de Democratisch-Liberale Partij (PDL).
In de lokale verkiezingen van 2012 verloor de PDL behoorlijk, wat Emil Boc mede deed besluiten af te treden als voorzitter van de partij. Hij werd wel verkozen tot burgemeester van Cluj-Napoca en zijn positie als voorzitter voor de PDL werd overgenomen door Vasile Blaga. Aan de vooravond van de parlementsverkiezingen van 2012 ging de PDL een alliantie aan met de Christen-Democratische Nationale Boerenpartij en Burger Kracht onder de naam Rechtse Roemeense Alliantie (ARD). Deze alliantie hield het slechts drie maanden vol, na de verkiezingen werd de alliantie ontbonden en hield de PDL er 51 zetels aan over. In maart 2013 werd Vasile Blaga herkozen als voorzitter ondanks kritiek van president en PDL-lid Traian Băsescu, die een voorkeur had voor voormalig minister van Ontwikkeling en Toerisme Elena Udrea.
In juli 2013 scheidde een aantal partijleden, onder leiding van Eugen Tomac, zich af en richtte de Volksbewegings Partij (Partidului Mişcarea Populară, PMP) op. Al gauw voegden Elena Udrea en Emil Boc zich bij hen, alsmede ex-minister Teodor Paleologu en enkele vooraanstaande burgemeesters.
Na de verkiezingsnederlaag bij de Europese verkiezingen in 2014 besloten de PDL en de PNL te fuseren. Voor de presidentiële verkiezingen van 2014 trokken beide partijen samen op onder de vlag van de Liberaal Christelijke Alliantie (Alianţei Creştin Liberale (ACL)) omdat de fusie niet op tijd tot stand zou kunnen komen. Ook werd de partij Burger Kracht van Mihai Răzvan Ungureanu, die al meedeed aan de eerder genoemde ARD, opgenomen in de PDL. Tegelijkertijd werd er ook een samenwerkingsverband aangegaan met het IRL van voormalig PNL lid en burgemeester van Boekarest sector 1 Andrei Chiliman. Direct nadat de gezamenlijke presidentskandidaat Klaus Johannis de presidentsverkiezingen van 2014 had gewonnen hield de PDL op te bestaan. Zij ging verder onder de naam van de PNL. 

## Ideologie
De PD werd gesticht als een gematigde sociaaldemocratische partij waarin ook christensocialisten en liberalen zich thuis zouden voelen. In 1999 werd de PD lid van de Socialistische Internationale. Vanaf het begin van de 21e eeuw is de partij echter meer naar het centrum opgeschoven. Tijdens het partijcongres van 2005 stemden de partijleden vóór aansluiting bij de Europese Volkspartij. 

## Voorzitters
- Petre Roman (1993 - 2001)
- Traian Băsescu (2001 - 2004)
- Emil Boc (2004 - 2012)
- Vasile Blaga (2012 - 2014)

## Verkiezingsuitslagen Kamer van Afgevaardigden 1992-heden
Aantal zetels in de Kamer van Afgevaardigden behaald door de PDL en haar voorgangers:
| Partij | Jaar | Aantal zetels |
| ------ | ---- | ------------- |
| FSN    | 1992 | 43            |
| PD     | 1996 | 53            |
| PD     | 2000 | 31            |
| PD     | 2004 | 48            |
| PDL    | 2008 | 115           |
| PDL    | 2012 | 51            |